# Shahid Mallya
Shahid Mallya es un cantante indio que ha interpretado temas musicales para varias películas del cine indio. Procede del Punyab, pero creció de la ciudad de Sri Ganganagar y se trasladó a Bombay con su familia en 2002. 
Shahid consiguió un reconocimiento por interpretar para una película titulada "Mausam" tras interpretar una canción titulada "Rabba main to mar gaya y Ik tu hi tu". Al principio no se dedicaba aún para catar música de playback para series de televisión.

## Lista de canciones
| Lanzamiento | Canción                      | Álbum                        |
| ----------- | ---------------------------- | ---------------------------- |
| 2011        | Rabba Main Toh Mar Gaya Oye  | Mausam                       |
| 2011        | Ik Tu Hi Tu Hi               | Mausam                       |
| 2011        | Do Dhaari Talwaar            | Mere Brother Ki Dulhan       |
| 2012        | Kukkad                       | Student of the Year          |
| 2012        | Kyun Gayee                   | Dil Tenu Pyar Krda (film)    |
| 2012        | Sona Sahiba                  | Dil Tenu Pyar Krda (film)    |
| 2012        | Mann Jaage Sari Raat         | Bittoo Boss                  |
| 2012        | Luv Shuv Tey Chicken Khurana | Luv Shuv Tey Chicken Khurana |
| 2013        | Khamoshiyan (Inkaar theme)   | Inkaar_(2013_film)           |
| 2013        | Koi Umeed (Indian)           | Rajdhani Express (film)      |